# Mistrzostwa Świata w Zapasach 1911
7. Mistrzostwa Świata w Zapasach – zawody oficjalne odbyły się w Helsinkach (Finlandia), które wtedy były częścią Imperium Rosyjskiego. Zawody nieoficjalne rozegrano w czterech innych miastach Cesarstwa Austrii i Cesarstwa Niemieckiego: Wiedniu, Berlinie, Dreźnie oraz Stuttgarcie.

## Styl klasyczny

### Edycja oficjalna
| Kategoria wagowa |                  |                   |                   |
| ---------------- | ---------------- | ----------------- | ----------------- |
| –60 kg           | Antti Hyvönen    | Hermanni Parikka  | Ville Lehmusvirta |
| –67 kg           | Nestori Tuominen | Gustaf Malmström  | Paul Tirkkonen    |
| –73 kg           | Emil Väre        | Theodor Tirkkonen | Alfred Salonen    |
| –83 kg           | Alfred Asikainen | Anders Ahlgren    | Arvo Lumme        |
| +83 kg           | Yrjö Saarela     | Adolf Lindfors    | Alex Järvinen     |

#### Tabela medalowa zawodów w Helsinkach
| Lp. | Państwo   |   |   |   |    |
| --- | --------- | - | - | - | -- |
| 1   | Finlandia | 5 | 3 | 5 | 13 |
| 2   | Szwecja   | 0 | 2 | 0 | 2  |
| Lp. | Łącznie   | 5 | 5 | 5 | 15 |

### Edycje nieoficjalne

#### Wiedeń 1911
–60 kg:
| Medal | Zapaśnik            |
| ----- | ------------------- |
|       | Heinrich Rauß       |
|       | Ferdinand Planegger |
|       | Friedrich Scharrer  |

–70 kg:
| Medal | Zapaśnik           |
| ----- | ------------------ |
|       | Peter Kokotowitsch |
|       | Andreas Mrosek     |
|       | Alfred Prinz       |

–85 kg:
| Medal | Zapaśnik           |
| ----- | ------------------ |
|       | Harald Christensen |
|       | Karl Barl          |
|       | Johann Trestler    |

+85 kg:
| Medal | Zapaśnik      |
| ----- | ------------- |
|       | Tibor Fischer |
|       | Karl Freund   |
|       | Franz Mileder |

#### Tabela medalowa zawodów w Wiedniu
| Lp. | Państwo              |   |   |   |    |
| --- | -------------------- | - | - | - | -- |
| 1   | Cesarstwo Austrii    | 2 | 3 | 4 | 9  |
| 2   | Dania                | 1 | 0 | 0 | 1  |
| 3   | Węgry                | 1 | 0 | 0 | 1  |
| 4   | Cesarstwo Niemieckie | 0 | 1 | 0 | 1  |
| Lp. | Łącznie              | 4 | 4 | 4 | 12 |

#### Drezno 1911
–60 kg:
| Medal | Zapaśnik       |
| ----- | -------------- |
|       | R. Walter      |
|       | Georg Andersen |
|       | Hugo Haese     |

–70 kg:
| Medal | Zapaśnik        |
| ----- | --------------- |
|       | Georg Helgerth  |
|       | Karl Günzel     |
|       | Frederik Hansen |

–85 kg:
| Medal | Zapaśnik           |
| ----- | ------------------ |
|       | Harald Christensen |
|       | M. Meyer           |
|       | J. Reindermann     |

+85 kg:
| Medal | Zapaśnik         |
| ----- | ---------------- |
|       | Hermann Gässler  |
|       | Karl Hertel      |
|       | Barend Bonnevald |

#### Tabela medalowa zawodów w Dreźnie
| Lp. | Państwo              |   |   |   |    |
| --- | -------------------- | - | - | - | -- |
| 1   | Cesarstwo Niemieckie | 3 | 3 | 1 | 7  |
| 2   | Dania                | 1 | 0 | 1 | 2  |
| 3   | Holandia             | 0 | 1 | 2 | 3  |
| Lp. | Łącznie              | 4 | 4 | 4 | 12 |

#### Berlin 1911
–60 kg:
| Medal | Zapaśnik     |
| ----- | ------------ |
|       | Erich Kockel |
|       | Max Hippe    |
|       | Hille        |

–70 kg:
| Medal | Zapaśnik       |
| ----- | -------------- |
|       | Axel Frank     |
|       | Hermann Schulz |
|       | Zeidlitz       |

–85 kg:
| Medal | Zapaśnik           |
| ----- | ------------------ |
|       | Karl Paulini       |
|       | Harald Christensen |
|       | Wirrer             |

+85 kg:
| Medal | Zapaśnik       |
| ----- | -------------- |
|       | Alex Järvinen  |
|       | A. Lehmann     |
|       | Anders Ahlgren |

#### Tabela medalowa zawodów w Berlinie
| Lp. | Państwo              |   |   |   |    |
| --- | -------------------- | - | - | - | -- |
| 1   | Cesarstwo Niemieckie | 2 | 3 | 3 | 8  |
| 2   | Szwecja              | 1 | 0 | 1 | 2  |
| 3   | Finlandia            | 1 | 0 | 0 | 1  |
| 3   | Dania                | 0 | 1 | 0 | 1  |
| Lp. | Łącznie              | 4 | 4 | 4 | 12 |

#### Stuttgart 1911
–60 kg:
| Medal | Zapaśnik         |
| ----- | ---------------- |
|       | Hans Lachnit     |
|       | H. Kohler        |
|       | Richard Kissling |

–70 kg:
| Medal | Zapaśnik        |
| ----- | --------------- |
|       | Jakob Hoerger   |
|       | H. Kettner      |
|       | Franz Reitmeier |

–85 kg:
| Medal | Zapaśnik        |
| ----- | --------------- |
|       | Wilhelm Wied    |
|       | Heinrich Bohlen |
|       | Karl Groß       |

+85 kg:
| Medal | Zapaśnik        |
| ----- | --------------- |
|       | Jakob Neser     |
|       | Jean Hauptmanns |
|       | A. Laichinger   |

#### Tabela medalowa zawodów w Stuttgarcie
| Lp. | Państwo              |   |   |   |    |
| --- | -------------------- | - | - | - | -- |
| 1   | Cesarstwo Niemieckie | 4 | 4 | 4 | 12 |
| Lp. | Łącznie              | 4 | 4 | 4 | 12 |